# フレモント郡区 (アイオワ州ブキャナン郡)
フレモント郡区は、アメリカ合衆国、アイオワ州、ブキャナン郡にある16の郡区の一つである。2000年の国勢調査で、人口は271人だった。

## 地理
フレモント郡区は、94.6平方キロメートル（36.54平方マイル)で、組み込まれている自治体(incorporated settlements)は存在しない。アメリカ地質調査所によると、この郡区は Fremontの1つの霊園が含まれる。